# 6319 Beregovoj
6319 Beregovoj è un asteroide della fascia principale. Scoperto nel 1990, presenta un'orbita caratterizzata da un semiasse maggiore pari a 2,2662076 UA e da un'eccentricità di 0,0830495, inclinata di 4,08463° rispetto all'eclittica.